# چشم سوم (فیلم)
چشم سوم: دوربین مخفی (به هندی: Teesri Aankh: The Hidden Camera) فیلمی محصول سال ۲۰۰۶ و به کارگردانی هری باوجا است. در این فیلم بازیگرانی همچون سانی دئول، آمیشا پاتل، نیها دوپیا، آرتی چهابریا، موکش ریشی، مورالی شارما، آشیش چادهاری، ماکش تیواری ایفای نقش کرده‌اند.